# Редонда
Редонда (енгл. Redonda) ненасељено је острво са површином од 1,6 км² у источном делу Карипског мора које је под суверенитетом Антигве и Барбуде.

## Историја
Острво је открио Кристофор Колумбо 1493. године, који му је и дао име, што значи „округло“. Године 1865. на острву Редонда проглашена је једна од најстаријих микродржава на свету. Од 1872. године, острво постаје део Британских поседа, на коме се производи ђубриво.
Од 1967. године, острво се налази под суверенитетом државе Антигва и Барбуда.